# Libro di Moroni
Il Libro di Moroni conclude il Libro di Mormon. Suddiviso in 10 capitoli, riporta una serie di precetti sull'ordinamento della Chiesa e su questioni dottrinali, come il rapporto tra bene e male, i miracoli, le tre virtù teologali e precetti. Vi sono contenute anche due lettere di Mormon al figlio Moroni, in cui vengono descritte le misere condizioni della chiesa e le apostasie.